# Bíborarcú langur
A bíborarcú langur (Trachypithecus vetulus) a cerkóffélék családjába tartozó, Srí Lankán honos, veszélyeztetett majomfaj.

## Megjelenése
A bíborarcú langur közepes méretű, hosszú farkú majomfaj. A hímek valamivel nagyobbak a nőstényeknél, testhosszuk 50–35 cm, farokhosszuk 67–85 cm, testsúlyuk 3,4-9,4 kg között változik. A nőstények testhossza 45–60 cm, farka 62–82 cm, súlya 3,1–9 kg között változik. Bundájának színe változatos az alfajok között, de általában hátán és végtagjain barnásfekete. Feltűnő pofaszakálla fehér vagy világosbarna és ívben lefelé hajlik. Az újszülöttek halványszürkén jönnek a világra, fejtetőjük, mellkasuk, végtagjaik kissé barnásak. Hüvelykujja láthatóan visszafejlődött. Arca csupasz és nevével ellentétben inkább szürkésfekete színű. Gyomra több rekeszből áll, nyálmirigyei pedig megnagyobbodtak, hogy jobban megeméssze tápláléka cellulóztartalmát. Fogképlete: {\displaystyle {\tfrac {2.1.2.3}{2.1.2.3}}\times 2=32}
Négy elismert alfaja van:
- Trachypithecus vetulus vetulus: Bundája szürkésfekete, szőrszálainak vége világos. Ágyéka, combjai és farokvége világosbarna. A fejtető barna vagy szürkésbarna. Srí Lanka déli részének esőerdeiben él, a Kalu Gunga folyótól délre.
- Trachypithecus vetulus nestor: világosabb árnyalatú, mint a T. vetulus vetulus és inkább szürkésbarna. Fara ezüstszürke, végtagjai majdnem feketék. A fejtető halványbarna, farokvége kissé bojtos. A Kalu Gungától északra található esőerdők lakója.
- Trachypithecus vetulus philbricki: hasonlít a T. vetulus nestor-hoz, de farfoltja kevésbé feltűnő. Végtagjai végei feketék, farokvége halványbarna-fehér, nem bojtos. A sziget északi és keleti részeinek szárazabb erdőiben él.
- Trachypithecus vetulus monticola: barna bundája nagyon sűrű. Fehér pofaszakálla egészen hosszú, eltakarja a fület. Farka rövid. A hegyvidékek lakója 1200-2000 méter között.

## Elterjedése
Srí Lanka endemikus faja. A négy alfaj földrajzilag és élőhelyét tekintve is elkülönül. Megtalálhatóak a trópusi esőerdőkben, a monszunövezet bozótosaiban, a száraz örökzöld erdőkben és a hegyi köderdőkben egyaránt. Ha az otthont adó erdőt kiirtják, átköltözik a gumifaültetvényekre vagy a települések környékére, ha elegendő lombos fát talál.

## Életmódja
A bíborarcú langur nappal aktív és ideje nagy részét a fákon tölti, de szükség esetén lemerészkedik a talajra is. Csoportokban él, amelyek egy (ritkán két) felnőtt hímből, 1-7 nőstényből és utódaikból tevődnek össze. Az ivaréretté váló hímeket elüldözik a csapattól és ők 2-14 hím egyedet számláló csapatokba állnak össze. Utóbbi esetben napközben egyedül keresgélnek táplálékot és éjszaka együtt alszanak. A hímcsapatok területe átfedhet ez egyhímes csoportéval, de az utóbbiak soha nem fednek át egymással. A domináns hím agresszívan védi háremét minden betolakodóval szemben. Ha egy új hímnek sikerül elűznie a korábbi domináns hímet és átvenni a nőstényeket, előfordul, hogy a kölykök egy részét megöli.
A nőstények 195-210 napos vemhesség után egy utódot hoznak világra. A kölyök 7-8 hónapos koráig szopik, de 12-20 hetes korában már kezd önállósodni, szilárd táplálékot enni és játszani társaival. A hímek nem vesznek részt az utódnevelésben.
Étrendjét nagyrészt levelek (főleg a fiatal, zsenge levelek), kisebb mértékben gyümölcsök, virágok, magvak teszik ki. Egy megfigyelés szerint az esetek 60%-ában levelet, 28%-ban gyümölcsöt, 12%-ban virágot ettek. 

## Környezetvédelmi helyzete
A bíborarcú langur a Természetvédelmi Világszövetség Vörös listáján veszélyeztetett státusszal szerepel. Létszáma az utóbbi három generáció (3x12 év) során kevesebb mint felére esett vissza és a trend folytatódni látszik. Elsősorban az erdőirtás és a vadorzók veszélyeztetik. A faj megtalálható a washingtoni egyezmény (CITES) II. mellékletében, vagyis kereskedelme korlátozott.

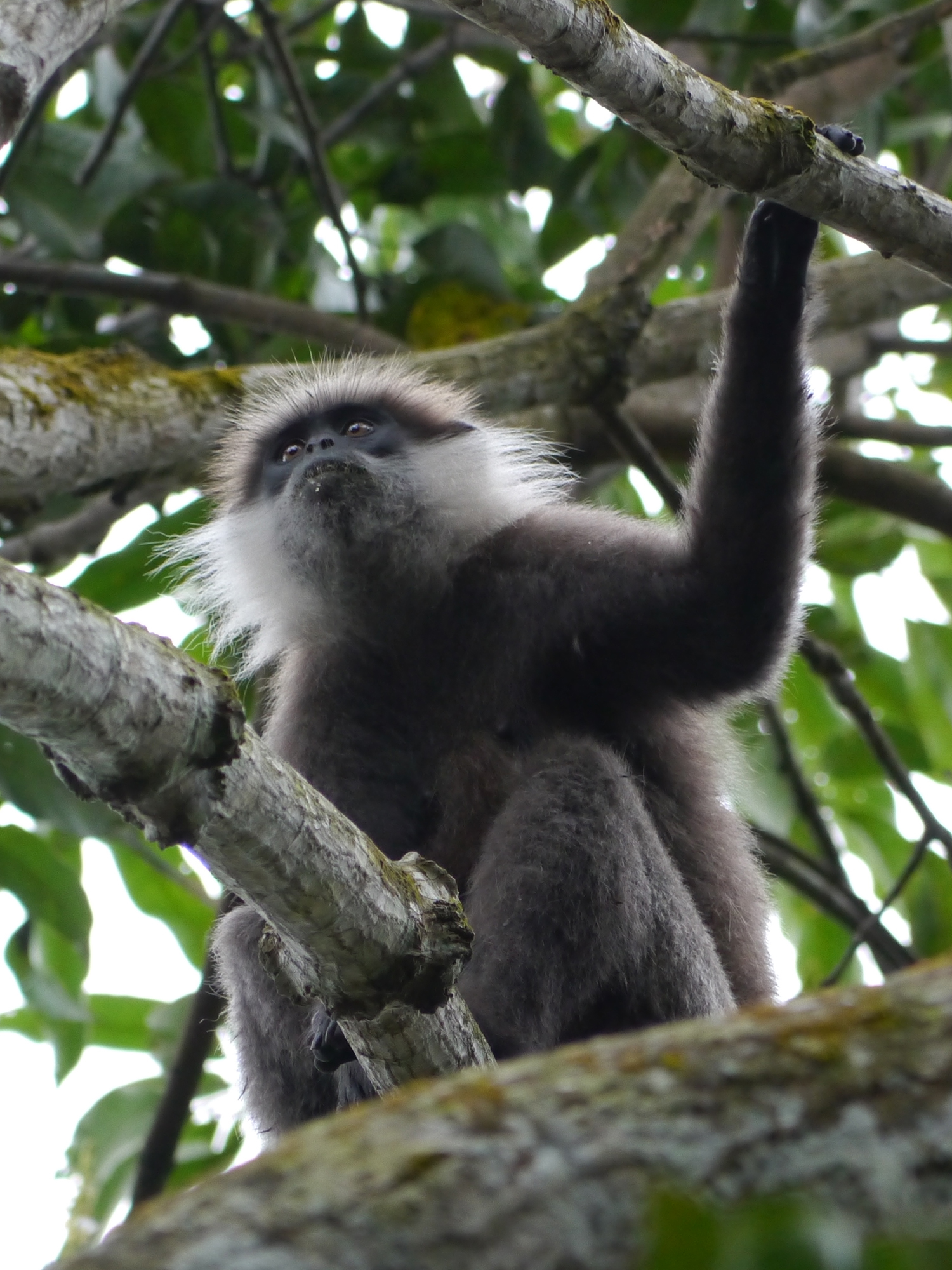
T. vetulus nestor
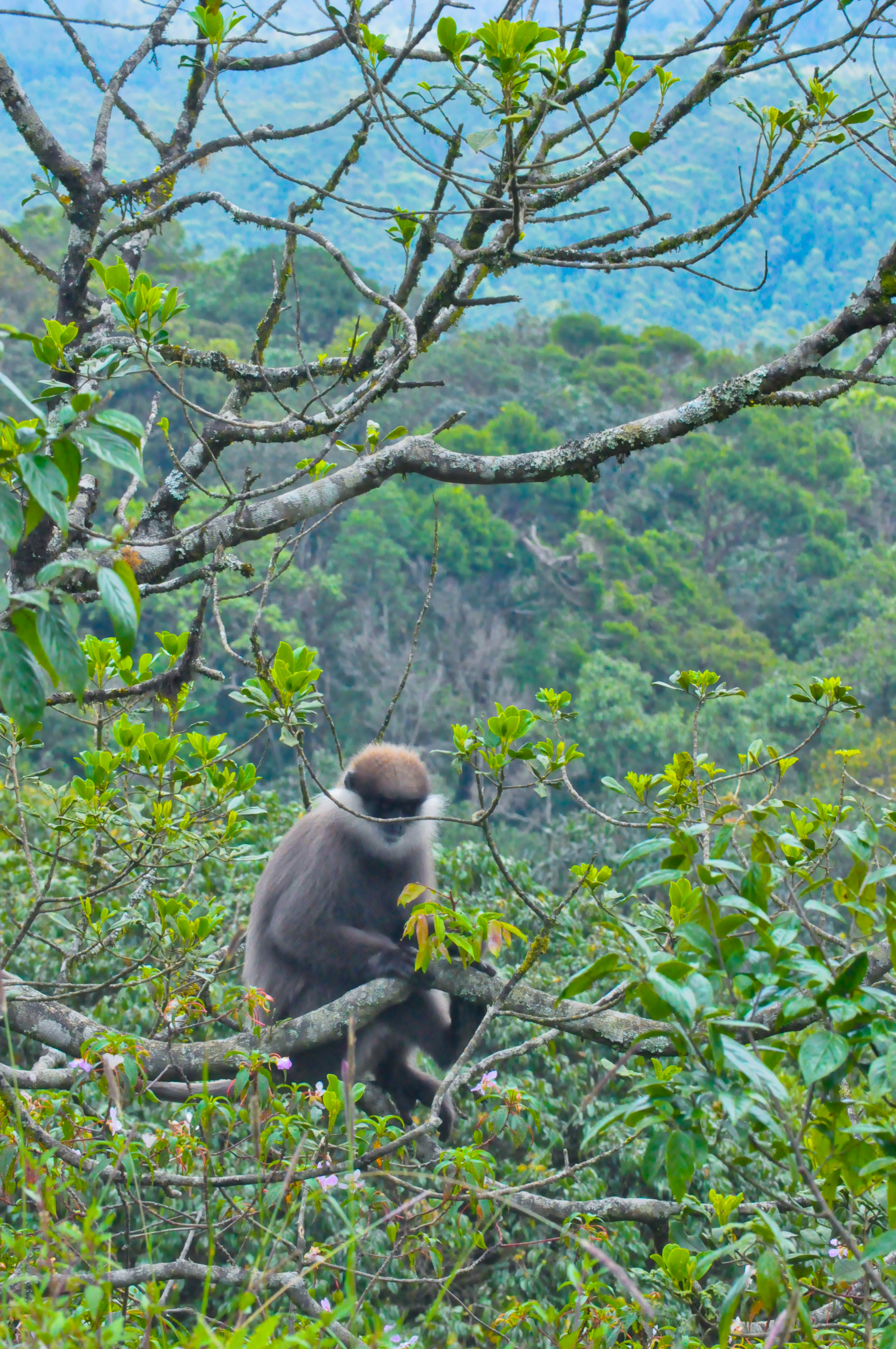
T. vetulus vetulus
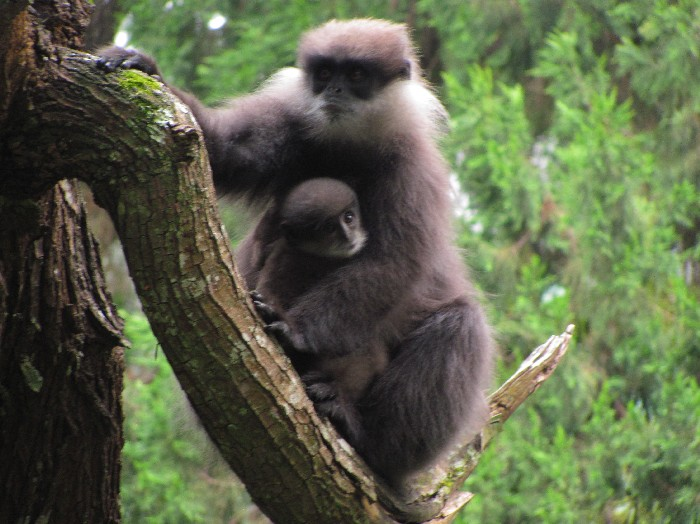
T. vetulus monticola
Bíborarcú langur az Amszterdami Egyetem Iconografia Zoologica gyűjteményében
- Bíborarcú langur (videó)